# Стелла Маккартні
Сте́лла Ніна Макка́ртні (англ. Stella Nina McCartney; нар. 13 вересня 1971, Лондон, Велика Британія) — англійська модельєрка та захисниця прав тварин. Провідна британська дизайнерка, працює з Adidas, Карлом Лагерфельдом, Мадонною. У своїх колекціях не використовує хутро та шкіру, підтримує організацію PETA.

## Життєпис
Народилася в Лондоні 13 вересня 1971 року в родині Пола Маккартні та фотографині, активістки за права тварин Лінди Істман. Названа на честь бабусь по материнській лінії: Стелли та Ніни, яка, як стверджується, була російською єврейкою за походженням. У дитинстві Стелла, дві її старші сестри та молодший брат подорожували світом з батьками та їх рок-гуртом «Wings». За словами батька, на таку назву його надихнула історія народження Стелли — пологи були складними й дівчинка народилася в результаті кесаревого розтину, в той час, як Пол перебував за межами операційної палати та молився, щоб вона народилася «на крилах ангела».
Попри свою популярність, Маккартні хотіли, щоб їхні діти жили наскільки можливо звичайним життям, тому Стелла й інші діти відвідували місцеву державну школу в Східному Сассексі. За свідченням Маккартні, під час навчання в школі з неї знущалися, і вона брала участь у знущаннях. За словами Стелли, у неї «навіть у школі питали якось по-особливому: як у дочки одного з „бітлів“, якій завжди можна дати по рогах. Зрозуміло, доводилося сваритися і протистояти всьому світу». Батько регулярно давав Стеллі слухати нові пісні, та слухав її схвалення чи критику.
30 серпня 2003 року Стела Маккартні пошлюбила британського видавця Alasdhair Willis. Її весільна сукня була оновленим варіантом весільної сукні її матері 1969 року. У її створенні брав участь Том Форд, її бос у «Gucci».
Сина Міллера Аласдера Джеймса народила 25 лютого 2005 року. Дочку Бейлі Лінду Олвін — 8 грудня 2006. Сина Бекетта Роберта Лі народила 8 січня 2008 року. Дочку Рейлі Дайліс Стеллу народила 23 листопада 2010 року в престижній лондонській клініці «The Portland Hospital». Маккартні ретельно приховувала вагітність.
Стелла та її чоловік є членами Королівського британського легіону.

## Кар'єра

### Початок роботи
Стелла почала цікавитися дизайном одягу в 13-річному віці, тоді ж створила свій перший жакет. Через три роки стала інтерном Крістіана Лакруа, який працював над своєю першою колекцією, і вдосконалювала навички, працюючи в Едуарда Секстона, протягом кількох років колишнього кравця її батька.
Основну освіту отримала в коледжі дизайну Рейвенсборн, дизайн одягу вивчала у Центральному коледжі мистецтва та дизайну імені Святого Мартіна. Її дипломну колекцію на випускному шоу в 1995 році безплатно демонстрували подруги та супермоделі Наомі Кемпбелл, Ясмін Ле Бон і Кейт Мосс. Сама колекція була показана у супроводі пісні її батька «Stella May Day». Шоу потрапило на перші сторінки газет, а колекція була продана магазинами Токіо та Лондона під марками «Browns», «Joseph», «Bergdorf Goodman» та «Neiman Marcus».
Оволактвегетаріанка. Не використовує хутро та шкіру при створенні колекцій одягу, співпрацює з PETA.
Деяка продукція Маккартні супроводжена текстами, що підтримують її зоозахисну політику, наприклад, на рукаві однієї з курток, розроблених для «Adidas», написано «підходить для спортивних вегетаріанців». Її батько також відомий співпрацею з PETA в частині протесту проти дизайнерів, які використовують хутро тварин, і проти тих, хто його носить. Стелла Маккартні не відмовляється від використання вовни, шовку та інших матеріалів тваринного походження.

### Chloé, Gucci, CARE
У березні 1997 року Стелла Маккартні стала креативною директоркою Паризького Будинку моди «Chloé», змінивши на посаді Карла Лагерфельда, котрий заявив, що «Chloé потрібно було гучне ім'я. Вони його отримали». Всупереч початковому скептицизму, розробки Маккартні принесли комерційний успіх і отримали визнання критики.
У 2001 році Маккартні залишає «Chloé» для створення власної однойменної лінії у «Gucci». Лінія складається з чотирьох магазинів — у Нью-Йорку (з 2002 року), Мейфері (з 2004 року) і в Лос-Анджелесі (відкритого в день народження дизайнера у 2005 році та включає парфумерну продукцію) і в Гонконзі (відкритий у 2008 році). У 2009 році Маккартні відкриває магазин у Парижі в самому серці саду Пале-Рояль.
У 2000 році отримала титул «Дизайнер Року» від VH1 / Vogue. Нагороду їй вручав батько, нагороду Маккартні присвятила покійній матері. У тому ж році Маккартні стала авторкою весільної сукні Мадонни.
У січні 2007 року Маккартні запускає лінію продукції з догляду за шкірою «CARE», яка на 100 % складається з органічних інгредієнтів. Лінія включає сім продуктів, від косметичного молочка з абрикосом і мелісою лимонною до тоніка з зеленим чаєм і квітами липи. Обличчям марки стала голландська модель Бетт Франке.

### Колаборації
У 2004 році стала авторкою костюмів Мадонни для її Re-Invention Tour, Енні Леннокс для її річного турне і костюмів Гвінет Пелтроу і Джуда Лоу для фільму Небесний капітан і світ майбутнього.
Також у вересні 2004 почала довгострокове партнерство з корпорацією «Adidas». Лінія охоплює жіночий спортивний одяг для плавання, занять на тренажерах, бігу, тенісу, зимового спорту, сумки та аксесуари. Фаворитом авторки став брелок зі спеціальним відбивачем. На початку 2006 року брелок випускався в формі рожевого серця, до кінця року — у формі голови сірого вовка. У січні 2007 року Стелла Маккартні анонсувала запуск колекції для занять йогою під маркою «Adidas».
У 2005 році розробляє колекцію одягу та аксесуарів для «H&M», щоб розширити коло покупців і зробити свою продукцію доступнішою для шанувальників. Колекція, що вийшла в листопаді цього ж року, мала близьку подібність з дорогими моделями Маккартні та була практично відразу розпродана.
12 березня 2007 року обмеженим тиражем виходить колекція, що складається з 42 найменувань, для ексклюзивного продажу в 100 магазинах мережі Target в Австралії. Продукція була виготовлена в Китаї, ціновий діапазон становив від 30 $ за шовковий шалик до 200 $ за тренчкот із тафти. Покупцям довелося штурмувати магазини, оскільки більшу частину колекції скупили спекулянти для перепродажу на аукціоні «eBay» з високою націнкою. Однак пізніше значна частина колекції була повернута в магазини зі скаргами на дивні, що перевищують стандартні, розміри одягу. Повернутий одяг не мав попиту і був знижений у ціні на 60 %.
На початку 2008 року запускає лінію сумок для LeSportsac. У колекцію входять сумки для подорожей, валізи, аксесуари для немовлят та сумки для матерів з немовлятами вартістю від 200 $ до 500 $. Призначена для продажу в магазинах «Stella McCartney» в Лос-Анджелесі та Нью-Йорку, деяких бутиках LeSportsac і через інтернет.
У 2009 році — розробка дитячого одягу для з роздрібної мережі «Gap», призначеної для продажу в окремих магазинах GapKids і babyGap у США, Канаді, Великій Британії, Франції, Ірландії та Японії.
У січні 2010 року Маккартні оголосила про початок співпраці з «Disney» для створення ювелірної колекції за мотивами Аліси в країні чудес.
У липні 2010 Adidas, офіційний партнер Олімпійських та Паралімпійських ігор в Лондоні 2012 році, оголосив про призначення ведучої британської дизайнерки Стелли Маккартні креативною директоркою колекції Adidas Team GB, що відповідає за розробку одягу як для атлетів, так і для вболівальників британської команди.
Маккартні завжди стверджувала, що стала б знаменитою модельєркою, навіть якби її батько не був Полом Маккартні. Почасти це пов'язано з припущеннями, що Vendome, власники «Chloé», призначили її не стільки за талант, скільки для залучення уваги. Однак останнім часом частина цих критиків визнали її здібності. Як пише "Vogue", «її перша колекція для будинку Chloé, показана в Парижі в жовтні 1997 року, швидко розсіяла всі сумніви щодо її таланту».